# Лужні гірські породи
Лужні гірські породи (рос. щелочные горные породы, англ. alkaline rocks; нім. Alkaligesteine n pl, alkalische Gesteine n pl) — магматичні гірські породи, що містять фельдшпатоїди і (або) лужні темнокольорові силікати — лужні піроксени і (або) лужні амфіболи. За вмістом SiO2 (% мас.) Л.г.п. класифікуються на ультраосновні (<44), основні (44-53), середні (53-64), кислі (64-70).
Виділено 19 сімей Л.г.п., в тому числі ультраосновних:
- сім'я лужних пікритів,
- мелілітитів,
- ультраосновних фоїдитів (клас вулканічних порід),
- мелілітолітів,
- ультраосновних фоїдолітів (клас плутонічних порід);

основних:
- сім'я лужних базальтоїдів,
- основних фоїдитів,
- лужних габроїдів,
- основних фоїдолітів;

середніх:
- сім'я лужних трахітів,
- фонолітів (клас вулканічних порід),
- лужних сієнітів,
- фельдшпатоїдних сієнітів (клас плутонічних порід);

кислих:
- сім'я лужних трахідацитів,
- пантелеритів,
- комендитів (клас вулканічних порід),
- сім'я лужних кварцових сієнітів,
- лужних гранітів,
- лужних лейкогранітів (клас плутонічних порід).

За співвідношенням Na2O: K2O розрізнюють серії:
- натрієву (>4),
- калієво-натрієву (1-4),
- калієву (<1 для ультраосновних і основних, <0,4 — для середніх і кислих Л.г.п.).

Граничний вміст суми лугів (Na2О+K2О, % мас.) становить в ультраосновних Л.г.п. понад 1-2, в основних 4,5-22, в середніх 7,8-22, в кислих 9-13.
Для Л.г.п. характерні підвищені концентрації летких компонентів: F; CI; СО2; СН4 й ін. Типоморфні породотвірні мінерали Л.г.п.: олівін, клінопіроксен, меліліт, слюда, натрієві й калієві фельдшпатоїди (для ультраосновних); плагіоклаз, лужний польовий шпат, клінопіроксен, олівін, слюда, натрієві й калієві фельдшпатоїди (для основних); лужний польовий шпат, альбіт, лужний клінопіроксен, лужний амфібол, натрієві й калієві фельдшпатоїди (для середніх); лужний польовий шпат, альбіт, кварц, лужний клінопіроксен, лужний амфібол (для кислих).
Акцесорні мінерали: рамзаїт, ловеніт, ферсміт, ортит, лопарит, чкаловіт і ін. Структура дрібнозерниста до пегматоїдної, текстура масивна, порфіровидна, смугаста й ін. Колір світло-сірий до темно-сірого, іноді зеленуватий або рожево-сірий. Л.г.п. поширені в межах жорстких консолідованих сегментів континентальної земної кори (древні платформи, щити, складчасті області) і на океанічних островах, де складають масиви, вулканічні поля, групи масивів. Л.г.п. використовуються для отримання глинозему (уртити), скла (лейкофойяїти), кераміки (синирити) та ін. З Л.г.п. пов'язані родов. рідкісних корисних копалин (ніобій, цирконій тощо) і рідкісноземельних елементів, слюди, фосфатного залізняку, дорогоцінних і напівдорогоцінних каменів.